# SuperSport Hrvatska nogometna liga 2023/2024
Prva hrvatska nogometna liga 2023/2024 (oficiálně nazvaná podle sponzora SuperSport Hrvatska nogometna liga) byla 33. ročníkem nejvyšší chorvatské fotbalové soutěže. Účastnilo se jí 10 klubů.

## Týmy
Následující týmy se účastní sezony 2023/2024.

### Stadiony a lokace
| Dinamo Záhřeb         | Gorica | Hajduk Split | Istra 1961           |
| --------------------- | --- | --- | -------------------- |
| Stadion Maksimir      | Gradski stadion Velika Gorica                                                                                                | Stadion Poljud | Stadion Aldo Drosina |
| Kapacita: 24 851      | Kapacita: 4 536 | Kapacita: 33 987 | Kapacita: 9 921      |
|                       | | |                      |
| Lokomotiva            | Dinamo · Lokomotiva · Rudeš Gorica Hajduk Split Istra 1961 Osijek Rijeka Slaven Varaždin Lokaoce týmů v sezoně HNL 2023/2024 | Dinamo · Lokomotiva · Rudeš Gorica Hajduk Split Istra 1961 Osijek Rijeka Slaven Varaždin Lokaoce týmů v sezoně HNL 2023/2024 | Osijek               |
| Stadion Kranjčevićeva | Dinamo · Lokomotiva · Rudeš Gorica Hajduk Split Istra 1961 Osijek Rijeka Slaven Varaždin Lokaoce týmů v sezoně HNL 2023/2024 | Dinamo · Lokomotiva · Rudeš Gorica Hajduk Split Istra 1961 Osijek Rijeka Slaven Varaždin Lokaoce týmů v sezoně HNL 2023/2024 | Opus Arena           |
| Kapacita: 3 690       | Dinamo · Lokomotiva · Rudeš Gorica Hajduk Split Istra 1961 Osijek Rijeka Slaven Varaždin Lokaoce týmů v sezoně HNL 2023/2024 | Dinamo · Lokomotiva · Rudeš Gorica Hajduk Split Istra 1961 Osijek Rijeka Slaven Varaždin Lokaoce týmů v sezoně HNL 2023/2024 | Kapacita: 13 005     |
|                       | Dinamo · Lokomotiva · Rudeš Gorica Hajduk Split Istra 1961 Osijek Rijeka Slaven Varaždin Lokaoce týmů v sezoně HNL 2023/2024 | Dinamo · Lokomotiva · Rudeš Gorica Hajduk Split Istra 1961 Osijek Rijeka Slaven Varaždin Lokaoce týmů v sezoně HNL 2023/2024 |                      |
| Rijeka                | Rudeš | Slaven Belupo | Varaždin             |
| Stadion Rujevica      | Stadion Kranjčevićeva | Stadion Ivan Kušek-Apaš | Stadion Varteks      |
| Kapacita: 8 191       | Kapacita: 3 690 | Kapacita: 3 054 | Kapacita: 8 818      |
|                       | | |                      |

| Klub          | Město         | Stadión                       | Kapacita | Ref.  |
| ------------- | ------------- | ----------------------------- | -------- | ----- |
| Dinamo Záhřeb | Záhřeb        | Maksimir                      | 24 851   | [ 1 ] |
| Gorica        | Velika Gorica | Gradski stadion Velika Gorica | 4 536    | [ 2 ] |
| Hajduk Split  | Split         | Poljud                        | 33 987   | [ 3 ] |
| Istra 1961    | Pula          | Stadion Aldo Drosina          | 9 921    | [ 4 ] |
| Lokomotiva    | Zagreb        | Kranjčevićeva1                | 3 690    | [ 5 ] |
| Osijek        | Osijek        | Opus Arena                    | 13 005   | [ 6 ] |
| Rijeka        | Rijeka        | Rujevica                      | 8 191    | [ 7 ] |
| Rudeš         | Zagreb        | Kranjčevićeva1                | 3 690    | [ 5 ] |
| Slaven Belupo | Koprivnica    | Stadion Ivan Kušek-Apaš       | 3 054    | [ 8 ] |
| Varaždin      | Varaždín      | Stadion Varteks               | 8 818    | [ 9 ] |

- 1 Lokomotiva a Rudeš odehrály domácí zápasy na Stadionu Kranjčevićeva. Stadion patřil týmu NK Záhřeb.

| Hodnota | Administrativní dělení Chorvatska | Počet týmů | Klub(y)                           |
| ------- | --------------------------------- | ---------- | --------------------------------- |
| 1       | Záhřeb                            | 3          | Dinamo Záhřeb, Lokomotiva a Rudeš |
| 2       | Istria                            | 1          | Istra 1961                        |
| 2       | Koprivnicko-križevecká župa       | 1          | Slaven Belupo                     |
| 2       | Osijecko-baranjská župa           | 1          | Osijek                            |
| 2       | Přímořsko-gorskokotarská župa     | 1          | Rijeka                            |
| 2       | Splitsko-dalmatská župa           | 1          | Hajduk Split                      |
| 2       | Varaždinská župa                  | 1          | Varaždin                          |
| 2       | Záhřebská župa                    | 1          | Gorica                            |

### Trenéři a dresy
| Klub          | Trenér                   | Kapitán           | Výrobce dresů | Sponzor                   |
| ------------- | ------------------------ | ----------------- | ------------- | ------------------------- |
| Dinamo Záhřeb | Sergej Jakirović         | Arijan Ademi      | Adidas        | PSK                       |
| Gorica        | Dinko Jeličić            | Filip Mrzljak     | Alpas         | Admiral Bet               |
| Hajduk Split  | Jure Ivanković (dočasný) | Lovre Kalinić     | Macron        | Tommy                     |
| Istra 1961    | Paolo Tramezzani         | Slavko Blagojević | Joma          | Germania                  |
| Lokomotiva    | Silvijo Čabraja          | Mateo Marić       | Macron        | Favbet                    |
| Osijek        | Zoran Zekić              | Marko Malenica    | 2Rule         | Mészáros és Mészáros Kft. |
| Rijeka        | Željko Sopić             | Nediljko Labrović | Joma          | Favbet                    |
| Rudeš         | Davor Mladina            | Mateo Pavlović    | Adidas        | Sava Osiguranje           |
| Slaven Belupo | Ivan Radeljić            | Tomislav Božić    | Jako          | Belupo                    |
| Varaždin      | Mario Kovačević          | Igor Postonjski   | Capelli Sport | BURAI                     |

## Tabulka
| Poř. | Tým               | Z  | V  | R  | P  | VG | OG | B  |
| ---- | ----------------- | -- | -- | -- | -- | -- | -- | -- |
| 1.   | Dinamo Záhřeb (C) | 36 | 25 | 7  | 4  | 67 | 30 | 82 |
| 2.   | Rijeka            | 36 | 23 | 5  | 8  | 69 | 30 | 74 |
| 3.   | Hajduk Split      | 36 | 21 | 5  | 10 | 54 | 26 | 68 |
| 4.   | Osijek            | 36 | 16 | 9  | 11 | 62 | 43 | 57 |
| 5.   | Lokomotiva        | 36 | 12 | 15 | 9  | 52 | 45 | 51 |
| 6.   | Varaždin          | 36 | 10 | 12 | 14 | 39 | 47 | 42 |
| 7.   | Gorica            | 36 | 11 | 8  | 17 | 35 | 50 | 41 |
| 8.   | Istra 1961        | 36 | 10 | 11 | 15 | 36 | 54 | 41 |
| 9.   | Slaven Belupo     | 36 | 9  | 6  | 21 | 43 | 69 | 33 |
| 10.  | Rudeš (N)         | 36 | 1  | 6  | 29 | 22 | 85 | 9  |

Poznámky:
- Z = Odehrané zápasy; V = Vítězství; R = Remízy; P = Prohry; VG = Vstřelené góly; OG = Obdržené góly; B = Body
- (N) = nováček (předchozí sezónu hrál nižší soutěž a postoupil), (C) = obhájce titulu

|  | Postup do 2. předkola Ligy mistrů UEFA 2024/2025      |
|  | Postup do 1. předkola Evropské ligy UEFA 2023/2024    |
|  | Postup do 2. předkola Konferenční ligy UEFA 2024/2025 |
|  | Sestup do druhé ligy                                  |